# 금산 신안사 극락전
금산 신안사 극락전(錦山 身安寺 極樂殿)은 대한민국 충청남도 금산군 신안사에 있는 정면 3칸, 측면 3칸 규모의 겹처마 맞배지붕 건물이다. 1985년 7월 19일 충청남도의 유형문화재 제117호로 지정되었다.

## 개요
신안사는 신라 진평왕 5년(583)에 무염선사가 창건한 것으로 알려져 있으나 확실하지 않다. 신안사라는 절의 이름은 신라 마지막 왕인 경순왕이 "주위 산수의 경치가 아름답고 조용하여 몸과 마음이 아울러 편안하다"고 한데서 비롯되었다고 한다. 원래 신안사에는 대광전·극락전·진향각·요묵당 등이 있었으나, 현재는 대광전·극락전만 남아 있다. 극락전의 정확한 건립연대는 알 수 없으나 영조 14년(1756)과 헌종 11년(1845)에 각각 중수하였다는 상량문이 발견되어 17세기 후반에 지어진 것으로 추정하고 있다.
신안사 극락전은 정면 3칸, 측면 3칸 규모의 겹처마 맞배지붕 건물로, 내에는 아미타불이 봉안되어 있다.

## 참고 자료
- 신안사극락전 - 국가유산청 국가유산포털